# Jurassic World : Le Monde d'après
Pour les articles homonymes, voir Jurassic World (homonymie).
Série Jurassic Park
Jurassic World: Fallen Kingdom
(2018) Jurassic World : Renaissance
(2025)
Pour plus de détails, voir Fiche technique et Distribution.
Jurassic World : Le Monde d'après (Jurassic World Dominion), ou Monde jurassique : La Domination au Québec est un film de science-fiction américano-sino-maltais réalisé par Colin Trevorrow, sorti en 2022.
Il s'agit du sixième volet de la série cinématographique Jurassic Park, de la suite de Jurassic World: Fallen Kingdom de Juan Antonio Bayona (2018) et du court métrage Battle at Big Rock de Colin Trevorrow (2019).

## Synopsis
Quatre ans après l'éruption volcanique cataclysmique sur Isla Nublar et l'incident du manoir Lockwood, les dinosaures parcourent librement la Terre. Claire Dearing (Bryce Dallas Howard), ancienne responsable des opérations de Jurassic World, travaille toujours pour le Dinosaur Protection Group. Elle et Owen Grady (Chris Pratt) vivent dans une cabane isolée dans les montagnes de la Sierra Nevada, s'occupant secrètement de Maisie Lockwood (Isabella Sermon), la petite-fille clonée de Benjamin Lockwood. Blue, la femelle vélociraptor dressée par Owen, revient de manière inattendue avec une progéniture conçue de manière asexuée que Maisie nomme Beta.
La société de biotechnologie Biosyn Genetics mène des recherches génomiques sur les dinosaures, officiellement pour mettre au point des traitements médicaux et pour des applications agronomiques. Mais à l'insu de Claire et Owen, Biosyn veut étudier l'ADN de Maisie pour en tirer profit. Lorsque cette dernière, frustrée de vivre recluse, se faufile une énième fois au-delà du périmètre dans lequel elle est autorisée à sortir, des mercenaires au service de Biosyn l'enlèvent ainsi que Beta.
Au Texas, des essaims de sauterelles géantes préhistoriques ont inexplicablement réapparu, ravageant de nombreuses cultures et menaçant ainsi la sécurité alimentaire mondiale. La paléobotaniste Ellie Sattler (Laura Dern) observe que les sauterelles épargnent les champs cultivés avec des semences Biosyn, ce qui l'amène à soupçonner que l'entreprise les a créées. Croyant que l'ADN des sauterelles remonte à la période du Crétacé, Ellie renoue avec son ex-compagnon paléontologue, le Pr Alan Grant (Sam Neill), qui accepte de l'aider à enquêter sur Biosyn.
Avec l'aide de Franklin Webb (Justice Smith), jeune informaticien travaillant désormais pour la CIA, et Barry Sembène (Omar Sy), ex-collègue d'Owen à Jurassic World, travaillant désormais pour les services de renseignements français, Claire et Owen suivent Maisie et Beta jusqu'à Malte où ils infiltrent un marché noir de dinosaures. Lorsque les autorités font une descente sur le marché, des dinosaures sont volontairement relâchés par les trafiquants pour faire diversion, causant des ravages. La cheffe de ceux-ci, Soyona Santos (Dichen Lachman), informe sous la contrainte Claire et Owen que Maisie et Beta ont été transportés au centre de recherche de Biosyn, un sanctuaire pour dinosaures situé dans les Dolomites en Italie. Kayla Watts (DeWanda Wise), une sympathique pilote d'avion-cargo, propose à Owen et Claire de les y amener.
Le théoricien du chaos, le Pr Ian Malcolm (Jeff Goldblum), qui travaille maintenant pour Biosyn, invite Alan et Ellie au centre pour l'aider à mettre au jour les activités illégales du PDG Lewis Dodgson (Campbell Scott), étant par ailleurs épaulé secrètement dans cette optique par le directeur de la communication Ramsay Cole (Mamoudou Athie). Il s'avère que le Dr Henry Wu (B. D. Wong), l'ancien généticien de Jurassic Park puis Jurassic World qui a lui aussi rejoint Biosyn, a génétiquement modifié les sauterelles pour qu'elles ne consomment que les cultures utilisant des semences autres que celles de l'entreprise afin que celle-ci puisse dominer le marché agricole, mais il avoue qu'il le regrette profondément en se demandant si les dégâts ne sont pas irréversibles. Wu rencontre Maisie et lui révèle qu'elle n'est pas un clone. En réalité, Charlotte Lockwood, la défunte fille de Benjamin Lockwood et ancienne collègue de Wu, a utilisé son propre ADN pour engendrer Maisie comme son enfant. Charlotte est décédée des suites d'une maladie génétique, mais elle était parvenue à modifier l'ADN de Maisie pour l'en immuniser. Wu pense que l'ADN de Maisie et de Beta est essentiel pour créer un agent pathogène qui remédierait au comportement agressif et vorace des sauterelles et mettrait ainsi fin aux destructions de cultures.
À l'intérieur du centre de recherche de Biosyn, Ian et Ramsey permettent à Ellie et Alan d'accéder à un laboratoire secret où ils volent un échantillon d'ADN de sauterelle puis par la suite rencontrent Maisie. Lorsqu'il pénètre dans l'espace aérien de Biosyn, l'avion-cargo de Kayla est attaqué par un Quetzalcoatlus. Claire s'éjecte tandis qu'Owen et Kayla survivent à un atterrissage forcé. Après des rencontres séparées avec un Therizinosaurus et un Pyroraptor, les trois se regroupent. Après avoir découvert qu'Ellie et Alan se sont introduit dans le laboratoire de sauterelles, Dodgson y met le feu. Mais les sauterelles enflammées s'agitent, brisent le toit et s'enfuient, retombent à terre en mourant sous forme de braises qui enflamment la forêt. Les dinosaures entourés de flammes tentent de s'enfuir sans trouver d'abris. Voyant cela, Ramsay ordonne d'ouvrir la place centrale destinée au repos et aux visiteurs pour que les dinosaures s'y réfugient.
Les différents personnages se retrouvent progressivement et font équipe pour s'échapper des lieux. Owen capture aussi Beta pour le ramener à sa mère. Dodgson tentant de fuir est tué par des dilophosaures.
Un Giganotosaure terrorise le groupe jusqu'à ce que le Therizinosaure et le Tyrannosaure rex fassent équipe et le tuent, en lui transperçant la gorge et le cœur. Le groupe s'échappe par hélicoptère, emmenant Wu, qui affirme pouvoir régler le problème des sauterelles, avec eux. De retour aux États-Unis, Wu libère une sauterelle porteuse de l'agent pathogène extrait de l'ADN de Maisie, mettant avec succès un terme à la menace qu'elles représentaient.
Ellie et Alan se remettent ensemble et vont témoigner aux côtés de Ian et Ramsay contre Biosyn devant le Sénat américain. Owen, Claire et Maisie rentrent chez eux et réunissent Beta et Blue. L'ONU déclare la vallée de Biosyn comme étant une réserve protégée pour les dinosaures. Partout dans le monde, les dinosaures vivent en coexistence avec les animaux modernes.

## Fiche technique
Sauf indication contraire, les informations mentionnées dans cette section peuvent être confirmées par les bases de données cinématographiques IMDb et Allociné,  présentes dans la section « Liens externes ».
- Titre original : Jurassic World Dominion
- Titre français : Jurassic World : Le Monde d'après
- Titre québécois : Monde jurassique : La Domination[1]
- Réalisation : Colin Trevorrow
- Scénario : Emily Carmichael et Colin Trevorrow, d'après une histoire de Derek Connolly et Colin Trevorrow, d'après les personnages créés par Michael Crichton
- Musique : Michael Giacchino
  - Orchestration : Jeff Kryka et Joe E. Rand
  - Montage musical : Stephen M. Davis
- Direction artistique : Jim Barr, Ben Collins, Charlo Dalli, Michael Diner, David Fox, Liam Georgensen, Sarah Ginn, Jourdan Henderson, Rhys Ifan, Rod McLean, Chris Peters, Quinn Robinson, Oli van der Vijver et Tom Whitehead
- Décors : Kevin Jenkins
- Costumes : Joanna Johnston
- Maquillage : Samantha Denyer, Ken Niederbaumer
- Coiffure : Samantha Denyer
- Photographie : John Schwartzman
- Son : Christopher Boyes, James Shannon, Gwendolyn Yates Whittle
- Montage : Mark Sanger
- Production : Frank Marshall et Patrick Crowley
  - Production exécutive (Malte) : Winston Azzopardi
  - Production déléguée : Steven Spielberg, Colin Trevorrow et Alexandra Ferguson-Derbyshire
  - Production associée : Charlie Endean, Annys Hamilton et Tim Wellspring
- Sociétés de production :
  - États-Unis : Amblin Entertainment et Universal Pictures
  - Chine : Perfect World Pictures
  - Malte : Latina Pictures
- Sociétés de distribution : Universal Pictures (États-Unis, Chine)[2] ; Universal Pictures International (France, Suisse romande)
- Budget : 165 millions de $[3]
- Pays de production :  États-Unis,  Chine,  Malte
- Langue originale : anglais
- Format : couleur - Digital - 2,00:1 (Panavision) - son IMAX 6-Track / Auro 11.1 / Dolby Atmos / Dolby Surround 7.1 / Dolby Digital / DTS (DTS: X)
- Genres : Action, aventure et science-fiction
- Durée : 147 minutes ; 161 minutes (version longue)
- Dates de sortie[4] :
  - États-Unis : 6 juin 2022 (première mondiale à Hollywood)[5] ; 10 juin 2022 (sortie nationale)
  - France, Belgique, Suisse romande : 8 juin 2022[6],[7],[8]
  - Québec : 10 juin 2022[1]
- Classification[9] :
  - États-Unis : accord parental recommandé, film déconseillé aux moins de 13 ans (PG-13 - Parents Strongly Cautioned)[N 2]
  - France : tous publics[10]
  - Belgique : potentiellement préjudiciable jusqu'à 12 ans (Mogelijk schadelijk voor kinderen onder de 12 jaar)[7]
  - Suisse romande : interdit aux moins de 12 ans[11]
  - Québec : tous publics - déconseillé aux jeunes enfants (G - General Rating)[1]

## Distribution
Sauf indication contraire, les informations mentionnées dans cette section peuvent être confirmées par les bases de données cinématographiques IMDb et Allociné,  présentes dans la section « Liens externes ».
- Chris Pratt (VF : David Krüger ; VQ : Philippe Martin) : Owen Grady
- Bryce Dallas Howard (VF : Barbara Beretta ; VQ : Mélanie Laberge) : Claire Dearing
- Laura Dern (VF : Rafaèle Moutier ; VQ : Anne Bédard) : Pr Ellie Sattler
- Sam Neill (VF : Hervé Bellon ; VQ : Yves Soutière) : Pr Alan Grant
- Jeff Goldblum (VF : Richard Darbois ; VQ : Gilbert Lachance) : Pr Ian Malcolm
- DeWanda Wise (VF : Déborah Claude ; VQ : Florence Blain Mbaye) : Kayla Watts
- Mamoudou Athie (VF : Xavier Thiam ; VQ : Iannicko N'Doua) : Ramsay Cole
- Isabella Sermon (VF : Laurie Sanial ; VQ : Marguerite D'Amour) : Maisie Lockwood / Charlotte Lockwood enfant
- Campbell Scott (VF : Olivier Chauvel ; VQ : Daniel Picard) : Dr Lewis Dodgson
- B. D. Wong (VF : Daniel Lafourcade ; VQ : Renaud Paradis) : Dr Henry Wu
- Omar Sy (VF : lui-même ; VQ : Martin Desgagné) : Barry Sembène
- Justice Smith (VF : Julien Crampon ; VQ : Louis-Phillipe Bertiaume) : Franklin Webb
- Daniella Pineda (VF : Flora Kaprielian ; VQ : Aurélie Morgane) : Dr Zia Rodriguez
- Scott Haze (VF : Sylvain Agaësse) : Rainn Delacourt
- Dichen Lachman (VF : Pamela Ravassard) : Soyona Santos
- Kristoffer Polaha (VF : Gilles Bellomi) : Wyatt Huntley
- Freya Parker (VF : Flora Brunier) : Denise Roberts
- Elva Trill (VQ : Annie Girard) : Charlotte Lockwood
- Glynis Davies : Carolyn O'Hara
- Aisling Sharkey (VF : Iliana Sakji) : Madison
- Dimitri Thivaios : un mercenaire

Dans la version québécoise de cette suite, Jean-Luc Montminy ne prête pas sa voix à Ian Malcolm contrairement au dernier film (Montminy étant mort un peu plus tôt dans l'année). Il est remplacé par Gilbert Lachance. Il s'agit également de la première fois que les personnages d'Alan Grant et d'Ellie Stattler sont doublé au Québec
 Source et légende : version française (VF) sur RS Doublage, version québécoise (VQ) sur Forum du doublage québécois

## Production

### Genèse et développement
En février 2018, Universal annonce le développement d'un troisième film Jurassic World avant même la sortie de Jurassic World: Fallen Kingdom au cinéma, en juin de la même année. En mars, Steven Spielberg annonce le retour de Colin Trevorrow à l'écriture ainsi qu'à la réalisation du film. Il sera accompagné par Emily Carmichael à l'écriture du scénario d'après une histoire imaginée par Derek Connolly.
En septembre 2019, Colin Trevorrow dévoile un court métrage intitulé Battle at Big Rock, dont l'intrigue avait lieu après les événements du précédent volet, montrant vers quel chemin allait se diriger le troisième film.
Le 25 février 2020, Colin Trevorrow révèle le titre officiel du film : Jurassic World: Dominion. Le titre Dominion signifie « souveraineté ou contrôle. L'Homme tente de contrôler la nature » selon Chris Pratt sur son compte Twitter peu après le post de Trevorrow. De plus, ce dernier annonce, lors d'une interview, que le film sera comme Avengers: Endgame, dans le sens où il présentera tous les personnages des autres films de la franchise. En septembre, on révèle le titre français du film Jurassic World : Le Monde d'après.

### Attribution des rôles
Dès l'annonce du développement du film, les acteurs Chris Pratt et Bryce Dallas Howard sont directement confirmés dans leurs rôles respectifs de Owen Grady et Claire Dearing.
En septembre 2019, on annonce que Jeff Goldblum, Sam Neill et Laura Dern reprendront leurs rôles d'Ian Malcolm, Alan Grant et Ellie Sattler, issus de la première saga Jurassic Park. Quelques jours plus tard, B. D. Wong, qui incarnait le Dr Henry Wu, lui aussi présent depuis le premier film, rejoint la distribution. En octobre, Isabella Sermon, présente dans le précédent volet, reprend son rôle de Maisie Lockwood, tandis que Mamoudou Athie est annoncé à la distribution du film dans un rôle inconnu. De plus, on annonce qu'il interpréterait l'un des personnages principaux.
En février 2020, on[Qui ?] annonce que Jake Johnson et Omar Sy, tous deux présents dans Jurassic World, reprennent leurs rôle respectifs de Lowery Cruthers et Barry. Quelques jours plus tard, les acteurs Scott Haze et Dichen Lachman intègrent à leur tour la distribution.

### Tournage
En février 2020, des plans aériens sont réalisés dans la Cathedral Grove du parc provincial MacMillan,. Le tournage commence le 24 février de la même année,. Le 25 février, Colin Trevorrow publie une première photo du début du tournage. Auparavant, quelques semaines plus tôt, il a déjà publié petit à petit sur Twitter des images sur la création d'un animatronique de bébé Nasutocératops, en pré-production,,.
Le tournage se déroule tout d'abord au Canada, notamment à Merritt, jusqu'en mars,. il se déroule ensuite à Hawaï, puis aux studios de Pinewood (Pinewood Studios) en Angleterre,. En mai, des scènes sont tournées à Malte, notamment dans la capitale La Valette. Il doit durer environ 100 jours. Peu après le début du tournage, Colin Trevorrow poste trois images, une dévoilant le titre du film, une montrant une chaise de tournage et une autre montrant deux des productrices associées une montagne rocheuse en arrière plan, évoquant la possibilité que des scènes présentant des dinosaures dans un environnement enneigé soient réalisées.
Le paléontologue américain Steve Brusatte officie comme consultant sur le tournage. Il remplace ainsi Jack Horner qui l'avait été pour tous les autres opus de la saga.
Cependant, courant mars 2020, le tournage du film est interrompu à la suite de la pandémie de Covid-19. Le 29 avril, Chris Pratt lance un concours, en lien avec une œuvre de charité, nommé Eaten by a Dinosaur aux fans à l'issue duquel deux gagnants auront la chance d'être intégrés dans le film, dans des rôles où ils seront dévorés par des dinosaures. Le 9 novembre, après neuf mois et 40 000 tests Covid-19, le tournage s'achève.

### Musique
Bandes originales de Jurassic Park
Jurassic World: Fallen Kingdom
(2018) Jurassic World : Renaissance
(2025)
La musique du film est composée par Michael Giacchino, déjà présent sur les deux précédents opus.
| Liste des titres - version digitale | Liste des titres - version digitale | Liste des titres - version digitale | Liste des titres - version digitale | Liste des titres - version digitale | Liste des titres - version digitale | Liste des titres - version digitale | Liste des titres - version digitale | Liste des titres - version digitale | Liste des titres - version digitale |
| No                                  | Titre | Durée                               |                                     |                                     |                                     |                                     |                                     |                                     |                                     |
| ----------------------------------- | --- | ----------------------------------- | ----------------------------------- | ----------------------------------- | ----------------------------------- | ----------------------------------- | ----------------------------------- | ----------------------------------- | ----------------------------------- |
| 1.                                  | Jurassi-logos/Dinow This | 2:31                                |                                     |                                     |                                     |                                     |                                     |                                     |                                     |
| 2.                                  | A Dinosaur in the Ranching Business | 3:08                                |                                     |                                     |                                     |                                     |                                     |                                     |                                     |
| 3.                                  | It's Like Herding Parasaurolophus | 2:46                                |                                     |                                     |                                     |                                     |                                     |                                     |                                     |
| 4.                                  | Upsy-Maisie | 1:42                                |                                     |                                     |                                     |                                     |                                     |                                     |                                     |
| 5.                                  | Clonely You/The Hunters Become the Hunted                                                                                              | 2:37                                |                                     |                                     |                                     |                                     |                                     |                                     |                                     |
| 6.                                  | The Campfire in Her Soul (contient le thème de Jurassic Park de John Williams)                                                         | 1:45                                |                                     |                                     |                                     |                                     |                                     |                                     |                                     |
| 7.                                  | Hay of the Locusts | 1:11                                |                                     |                                     |                                     |                                     |                                     |                                     |                                     |
| 8.                                  | A Sattler State of Affairs/Alan for Granted /Sattler? I Barely Know Her (contient le thème de Jurassic Park de John Williams)          | 2:42                                |                                     |                                     |                                     |                                     |                                     |                                     |                                     |
| 9.                                  | The Wages of Biosyn | 3:49                                |                                     |                                     |                                     |                                     |                                     |                                     |                                     |
| 10.                                 | Free-Range Kidnapping | 4:32                                |                                     |                                     |                                     |                                     |                                     |                                     |                                     |
| 11.                                 | A-Biosyn' We Will Go | 3:53                                |                                     |                                     |                                     |                                     |                                     |                                     |                                     |
| 12.                                 | This Dodgson Burns Bright/The Maltese Dragons                                                                                          | 4:55                                |                                     |                                     |                                     |                                     |                                     |                                     |                                     |
| 13.                                 | You're So Cute When You Smuggle | 4:27                                |                                     |                                     |                                     |                                     |                                     |                                     |                                     |
| 14.                                 | In Contempt of Delacourt/Dance of the Atrociraptors                                                                                    | 5:24                                |                                     |                                     |                                     |                                     |                                     |                                     |                                     |
| 15.                                 | Da Plane and Da Cycle | 2:35                                |                                     |                                     |                                     |                                     |                                     |                                     |                                     |
| 16.                                 | You're Making Me Feel Wu-zy | 4:09                                |                                     |                                     |                                     |                                     |                                     |                                     |                                     |
| 17.                                 | The Geneticist's Gambit/Cicadian Rhythms                                                                                               | 6:14                                |                                     |                                     |                                     |                                     |                                     |                                     |                                     |
| 18.                                 | Therizinosaurus Will Be Blood/Land of the Frost                                                                                        | 4:02                                |                                     |                                     |                                     |                                     |                                     |                                     |                                     |
| 19.                                 | A Dimetrodon a Dozen (contient le thème de Jurassic Park de John Williams)                                                             | 4:14                                |                                     |                                     |                                     |                                     |                                     |                                     |                                     |
| 20.                                 | She Shoots, She Scorches | 3:12                                |                                     |                                     |                                     |                                     |                                     |                                     |                                     |
| 21.                                 | Giganotosaurus On Your Life (contient le thème de Jurassic Park de John Williams)                                                      | 1:52                                |                                     |                                     |                                     |                                     |                                     |                                     |                                     |
| 22.                                 | Ladder and Subtract/What's Your Major Malcolm Function/Six Degrees of Evacuation (contient le thème de Jurassic Park de John Williams) | 3:49                                |                                     |                                     |                                     |                                     |                                     |                                     |                                     |
| 23.                                 | Ramsay's the Second No More | 2:48                                |                                     |                                     |                                     |                                     |                                     |                                     |                                     |
| 24.                                 | Gotta Shut Down the Blah Blah Blah | 1:39                                |                                     |                                     |                                     |                                     |                                     |                                     |                                     |
| 25.                                 | Girls Can Alpha Too | 1:26                                |                                     |                                     |                                     |                                     |                                     |                                     |                                     |
| 26.                                 | Saliva and Kicking | 1:50                                |                                     |                                     |                                     |                                     |                                     |                                     |                                     |
| 27.                                 | Wu-ing for Redemption | 3:35                                |                                     |                                     |                                     |                                     |                                     |                                     |                                     |
| 28.                                 | Battle Royale with Reprise/Six Days Seven Denouements (contient le thème de Jurassic Park de John Williams)                            | 5:09                                |                                     |                                     |                                     |                                     |                                     |                                     |                                     |
| 29.                                 | A-O-Kayla | 1:38                                |                                     |                                     |                                     |                                     |                                     |                                     |                                     |
| 30.                                 | All the Jurassic World's a Rage | 2:43                                |                                     |                                     |                                     |                                     |                                     |                                     |                                     |
| 31.                                 | Larry Curly and MOE (contient le thème de Jurassic Park de John Williams)                                                              | 2:06                                |                                     |                                     |                                     |                                     |                                     |                                     |                                     |
| 32.                                 | Suite, Suite Dino Revenge (contient le thème de Jurassic Park de John Williams)                                                        | 8:59                                |                                     |                                     |                                     |                                     |                                     |                                     |                                     |
| 1:47:00                             | |                                     |                                     |                                     |                                     |                                     |                                     |                                     |                                     |

| Liste des titres - version physique | Liste des titres - version physique | Liste des titres - version physique | Liste des titres - version physique | Liste des titres - version physique | Liste des titres - version physique | Liste des titres - version physique | Liste des titres - version physique | Liste des titres - version physique | Liste des titres - version physique |
| No                                  | Titre | Durée                               |                                     |                                     |                                     |                                     |                                     |                                     |                                     |
| ----------------------------------- | --- | ----------------------------------- | ----------------------------------- | ----------------------------------- | ----------------------------------- | ----------------------------------- | ----------------------------------- | ----------------------------------- | ----------------------------------- |
| 1.                                  | Jurassi-logos/Dinow This | 2:31                                |                                     |                                     |                                     |                                     |                                     |                                     |                                     |
| 2.                                  | It's Like Herding Parasaurolophus | 2:46                                |                                     |                                     |                                     |                                     |                                     |                                     |                                     |
| 3.                                  | Upsy-Maisie | 1:42                                |                                     |                                     |                                     |                                     |                                     |                                     |                                     |
| 4.                                  | Clonely You/The Hunters Become the Hunted                                                                                              | 2:37                                |                                     |                                     |                                     |                                     |                                     |                                     |                                     |
| 5.                                  | The Campfire in Her Soul (contient le thème de Jurassic Park de John Williams)                                                         | 1:45                                |                                     |                                     |                                     |                                     |                                     |                                     |                                     |
| 6.                                  | Hay of the Locusts | 1:11                                |                                     |                                     |                                     |                                     |                                     |                                     |                                     |
| 7.                                  | A Sattler State of Affairs/Alan for Granted /Sattler? I Barely Know Her (contient le thème de Jurassic Park de John Williams)          | 2:42                                |                                     |                                     |                                     |                                     |                                     |                                     |                                     |
| 8.                                  | The Wages of Biosyn | 3:49                                |                                     |                                     |                                     |                                     |                                     |                                     |                                     |
| 9.                                  | Free-Range Kidnapping | 4:32                                |                                     |                                     |                                     |                                     |                                     |                                     |                                     |
| 10.                                 | A-Biosyn' We Will Go | 3:53                                |                                     |                                     |                                     |                                     |                                     |                                     |                                     |
| 11.                                 | This Dodgson Burns Bright/The Maltese Dragons                                                                                          | 4:55                                |                                     |                                     |                                     |                                     |                                     |                                     |                                     |
| 12.                                 | In Contempt of Delacourt/Dance of the Atrociraptors                                                                                    | 5:24                                |                                     |                                     |                                     |                                     |                                     |                                     |                                     |
| 13.                                 | The Geneticist's Gambit/Cicadian Rhythms                                                                                               | 6:14                                |                                     |                                     |                                     |                                     |                                     |                                     |                                     |
| 14.                                 | A Dimetrodon a Dozen (contient le thème de Jurassic Park de John Williams)                                                             | 4:14                                |                                     |                                     |                                     |                                     |                                     |                                     |                                     |
| 15.                                 | She Shoots, She Scorches | 3:12                                |                                     |                                     |                                     |                                     |                                     |                                     |                                     |
| 16.                                 | Giganotosaurus On Your Life (contient le thème de Jurassic Park de John Williams)                                                      | 1:52                                |                                     |                                     |                                     |                                     |                                     |                                     |                                     |
| 17.                                 | Ladder and Subtract/What's Your Major Malcolm Function/Six Degrees of Evacuation (contient le thème de Jurassic Park de John Williams) | 2:48                                |                                     |                                     |                                     |                                     |                                     |                                     |                                     |
| 18.                                 | Gotta Shut Down the Blah Blah Blah | 3:49                                |                                     |                                     |                                     |                                     |                                     |                                     |                                     |
| 19.                                 | Wu-ing for Redemption | 1:46                                |                                     |                                     |                                     |                                     |                                     |                                     |                                     |
| 20.                                 | Battle Royale with Reprise/Six Days Seven Denouements (contient le thème de Jurassic Park de John Williams)                            | 5:09                                |                                     |                                     |                                     |                                     |                                     |                                     |                                     |
| 21.                                 | All the Jurassic World's a Rage (contient le thème de Jurassic Park de John Williams)                                                  | 2:43                                |                                     |                                     |                                     |                                     |                                     |                                     |                                     |
| 22.                                 | Suite, Suite Dino Revenge (contient le thème de Jurassic Park de John Williams)                                                        | 8:59                                |                                     |                                     |                                     |                                     |                                     |                                     |                                     |
| 1:17:00                             | |                                     |                                     |                                     |                                     |                                     |                                     |                                     |                                     |

## Accueil

### Accueil critique
Sur le site agrégateur de critiques Rotten Tomatoes, le film est crédité d'un score de 29 % d’avis favorables, sur la base de 378 critiques professionnelles collectées ; le consensus du site indique : « Jurassic World Dominion aurait dû être une amélioration par rapport à ses prédécesseurs à certains égards, mais le gachis pèse sur un chemin interminable ». Sur Metacritic, le film obtient une note moyenne pondérée de 38/100, sur la base de 59 critiques collectées ; le consensus du site indique : « Avis généralement très défavorables ».
En France, le site Allociné donne au film une note moyenne de 2,3/5, sur la base de 31 titres de presse collectés.
Pour France Info Culture, « le film ne repose plus que sur le spectacle d'animaux disparus, sous une forme plate et peu ambitieuse. Plaisir des yeux, mais guère plus ». Le Dauphiné libéré, lui, parle d'un long-métrage « à la peine pour porter son message de respect de la nature en imposant des Dinosaures à la faune actuelle, et des problèmes à l’humanité : intrigue grossière ; rebondissements improbables ; dialogues inconsistants ; personnages plats ; acteurs majeurs sous-utilisés ». Parmi les critiques les plus négatives, celle du Journal du Geek est l'une des plus incisives : « Le Monde d'après réunit tous les ingrédients de la recette Jurassic Park, sans pour autant retrouver ce qui fait l'essence de la franchise que l'on aime tant. Un film arnaque qui nous laisse de glace et confirme que le spin-off doit choisir la voie de l'extinction, et pour de bon cette fois ».
Parmi les critiques positives, 20 Minutes identifie que ce « qui fait le joli du film : le suspense est renforcé par le fait que les grosses bêtes menacent des héros drôles ». On retrouve chez Le Figaro une critique en demi teinte. Ainsi, l'hebdomadaire révèle que « sans jamais vouloir rivaliser avec le premier film de Spielberg (aujourd’hui culte), ce sixième long-métrage reste à sa place. Il se contente d’être un divertissement sans autre philosophie ». Pour Le Parisien, le gros point positif « ce sont bien entendu les grosses bébêtes. Et, encore une fois, les créateurs se sont surpassés, entre un colossal monstre marin, un belliqueux prédateur à plumes, ou encore un ptérosaure géant volant aussi vite qu'un avion ».

### Box-office
| Pays ou région        | Box-office        | Date d'arrêt du box-office | Nombre de semaines |
| --------------------- | ----------------- | -------------------------- | ------------------ |
| États-Unis Canada     | 376 851 080 $,    | 23 septembre 2022          | 15                 |
| France                | 3 552 448 entrées | 6 septembre 2022           | 13                 |
| Total hors États-Unis | 626 924 552 $,    | 23 septembre 2022          | 15                 |
| Total mondial         | 1 003 775 632 $,  | 23 septembre 2022          | 15                 |

#### France
Le jour de sa sortie, en France, le film se place en première position du box-office avec 338 399 entrées, dont 121 488 en avant-première, pour 749 copies, se plaçant devant la comédie française Champagne ! et ses 32 008 tickets. Au moment de sa sortie, il s'agit du meilleur démarrage au cinéma, pour un premier jour d'exploitation, en France pour l'année 2022 ; le précédent étant celui de Doctor Strange 2.
Au bout d'une première semaine d'exploitation, le film de Colin Trevorrow réussit à détrôner la super production Top Gun: Maverick avec près de 1,3 million d'entrées. Ce score important reste inférieur aux deux précédents opus. La semaine suivante, le film fait moitié moins avec 627 968 pour 1 927 033 entrées cumulées. Pour sa troisième semaine d'exploitation, le film est en passe d'être rattrapé par Top Gun: Maverick (454 672 contre 448 946), chose qui se produisit en 4e semaine avec 478 000 entrées contre 537 000 pour le film avec Tom Cruise,. La barre symbolique des 3 millions d'entrées est franchie au cours de sa 5e semaine d'exploitation. Au box-office, il se place dernier du podium (240 910 entrées) derrière Top Gun: Maverick (323 394) et devant Buzz l'éclair (214 017).

#### États-Unis et Canada
Avec ses 143 370 000 $, le long métrage se place en tête du box-office américain pour son premier week-end d'exploitation, loin devant les 50 000 064 $ de Top Gun: Maverick. Au moment de sa sortie, il s'agit du second meilleur démarrage de l'année 2022 aux États-Unis et au Canada derrière Doctor Strange 2.

## Distinctions
Source : Internet Movie Database et Allociné
| Distinctions du film Jurassic World : Le Monde d'après | Distinctions du film Jurassic World : Le Monde d'après               | Distinctions du film Jurassic World : Le Monde d'après                                              | Distinctions du film Jurassic World : Le Monde d'après | Distinctions du film Jurassic World : Le Monde d'après |
| Années                                                 | Évènements                                                           | Catégorie / Récompense                                                                              | Nommé(es) / Lauréat(es) | Résultats                                              |
| ------------------------------------------------------ | -------------------------------------------------------------------- | --------------------------------------------------------------------------------------------------- | --- | ------------------------------------------------------ |
| 2022                                                   | Academy of Science Fiction, Fantasy and Horror Films - Saturn Awards | Pire film de science-fiction                                                                        | Jurassic World : Le Monde d'après | Nomination                                             |
| 2022                                                   | Academy of Science Fiction, Fantasy and Horror Films - Saturn Awards | Pires effets spéciaux                                                                               | David Vickery | Nomination                                             |
| 2022                                                   | Music + Sound Awards                                                 | The Elephant Music Award pour le pire réenregistrement ou adaptation dans une bande-annonce de film | Jonathon Deering | Nomination                                             |
| 2022                                                   | People's Choice Awards                                               | Le film de l’année 2022                                                                             | Jurassic World : Le Monde d'après | Nomination                                             |
| 2022                                                   | People's Choice Awards                                               | Le film d'action de 2022                                                                            | Jurassic World : Le Monde d'après | Nomination                                             |
| 2022                                                   | People's Choice Awards                                               | La star de cinéma masculine de 2022                                                                 | Chris Pratt | Nomination                                             |
| 2022                                                   | People's Choice Awards                                               | La star du cinéma d’action de 2022                                                                  | Chris Pratt | Nomination                                             |
| 2023                                                   | Alliance of Women Film Journalists                                   | EDA Special Mention Award - Time Waster Remake ou suite                                             | Jurassic World : Le Monde d'après | Lauréat                                                |
| 2023                                                   | Alliance of Women Film Journalists                                   | Elle mérite un nouvel agent                                                                         | Bryce Dallas Howard | Nomination                                             |
| 2023                                                   | Annie Awards                                                         | Meilleure animation des personnages dans un long-métrage en prises de vues réelles                  | Richard Bentley, Alexander K. Lee, Jance Rubinchik, Antoine Verney-Carron et Sally Wilson | Nomination                                             |
| 2023                                                   | CinEuphoria Awards                                                   | Meilleurs effets spéciaux (sons ou visuels) - Compétition internationale                            | David Vickery | Nomination                                             |
| 2023                                                   | Family Film Awards                                                   | Meilleur long métrage                                                                               | Jurassic World : Le Monde d'après | Nomination                                             |
| 2023                                                   | Family Film Awards                                                   | Pire second rôle féminin dans un long métrage                                                       | Bryce Dallas Howard | Nomination                                             |
| 2023                                                   | Fangoria Chainsaw Awards                                             | Pires effets spéciaux de créature                                                                   | John Nolan | Nomination                                             |
| 2023                                                   | Golden Schmoes Awards                                                | La plus grande déception de l'année                                                                 | Jurassic World : Le Monde d'après | Nomination                                             |
| 2023                                                   | Golden Schmoes Awards                                                | Pire film de l'année                                                                                | Jurassic World : Le Monde d'après | Nomination                                             |
| 2023                                                   | International Film Music Critics Award (IFMCA)                       | Meilleure musique originale pour un film fantastique / science-fiction                              | Michael Giacchino | Nomination                                             |
| 2023                                                   | Kids' Choice Awards                                                  | Film préféré                                                                                        | Jurassic World : Le Monde d'après | Nomination                                             |
| 2023                                                   | Kids' Choice Awards                                                  | Acteur de cinéma préféré                                                                            | Chris Pratt | Nomination                                             |
| 2023                                                   | Motion Picture Sound Editors                                         | Meilleur montage son des effets cinématographiques et bruitages                                     | Ronni Brown, Benjamin A. Burtt, Coya Elliott, Luke Dunn Gielmuda, Scott Guitteau, Pete Horner, Stuart McCowan, Al Nelson, Gary Rydstrom, Jana Vance, Qianbaihui Yang et Gwendolyn Yates Whittle | Nomination                                             |
| 2023                                                   | Razzie Awards                                                        | Pire actrice                                                                                        | Bryce Dallas Howard | Nomination                                             |
| 2023                                                   | Razzie Awards                                                        | Pire remake, plagiat ou suite                                                                       | Jurassic World : Le Monde d'après | Nomination                                             |
| 2023                                                   | Razzie Awards                                                        | Pire scénario                                                                                       | Emily Carmichael, Derek Connolly et Colin Trevorrow | Nomination                                             |
| 2023                                                   | Visual Effects Society                                               | Meilleurs effets visuels dans un film en prises de vues réelles                                     | Paul Corbould, Ann Podlozny, Jance Rubinchik, Dan Snape et David Vickery | Nomination                                             |
| 2023                                                   | Visual Effects Society                                               | Pire environnement fictif dans un film en prises de vues réelles                                    | Thomas Døhlen, Stephen Ellis, Steve Hardy et John Seru | Nomination                                             |
| 2023                                                   | Young Artist Awards                                                  | Pire second rôle masculin dans un film (Jeune acteur)                                               | Bastian Antonio Fuentes | Nomination                                             |

## Analyse